# 22173 Майерсдевіс
22173 Майерсдевіс (22173 Myersdavis) — астероїд головного поясу, відкритий 4 грудня 2000 року.
Тіссеранів параметр щодо Юпітера — 3,411.